# Xeralictus timberlakei
Xeralictus timberlakei är en biart som beskrevs av Cockerell 1927. Xeralictus timberlakei ingår i släktet Xeralictus och familjen vägbin. Inga underarter finns listade i Catalogue of Life.

## Bildgalleri

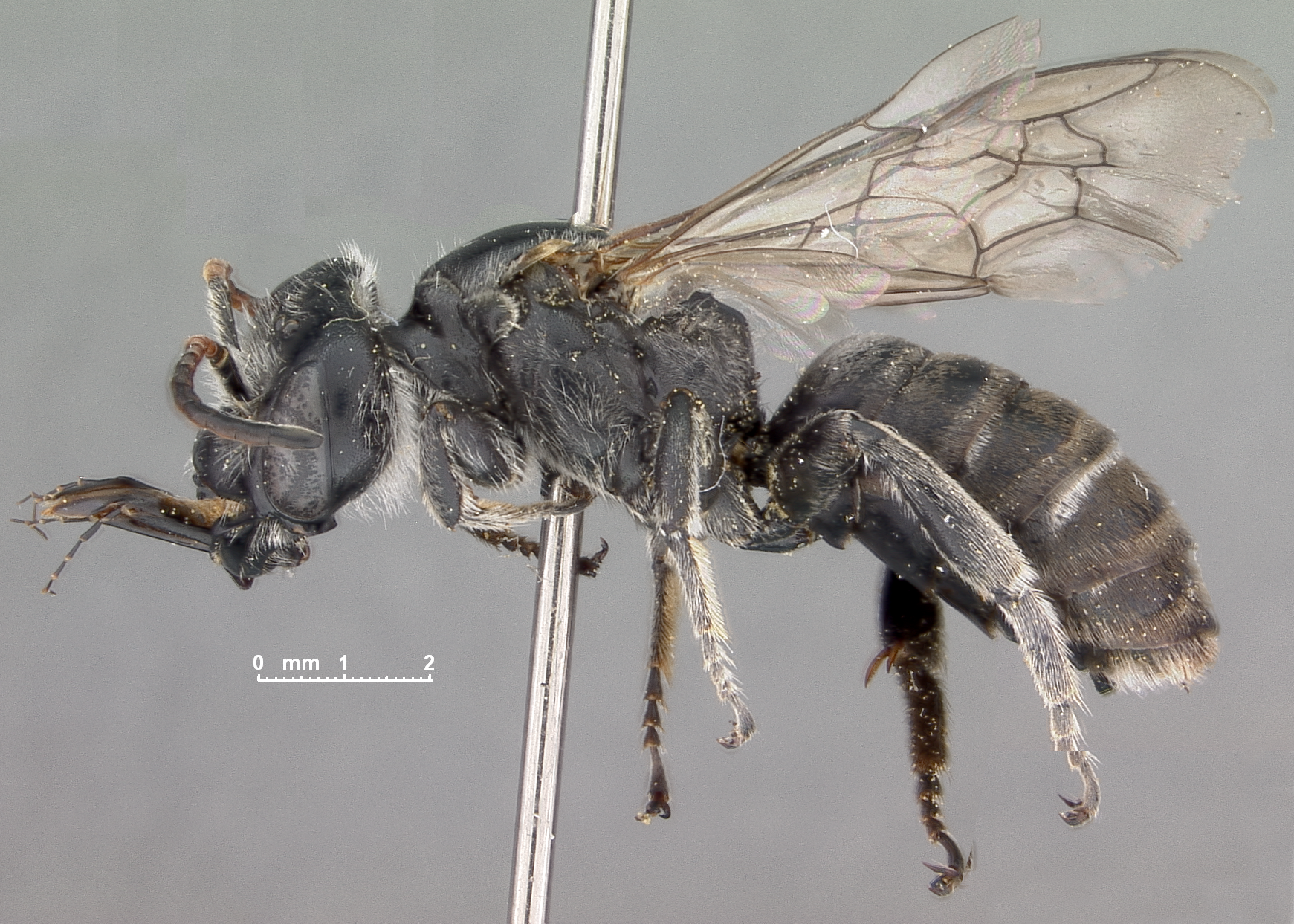